# Shedd

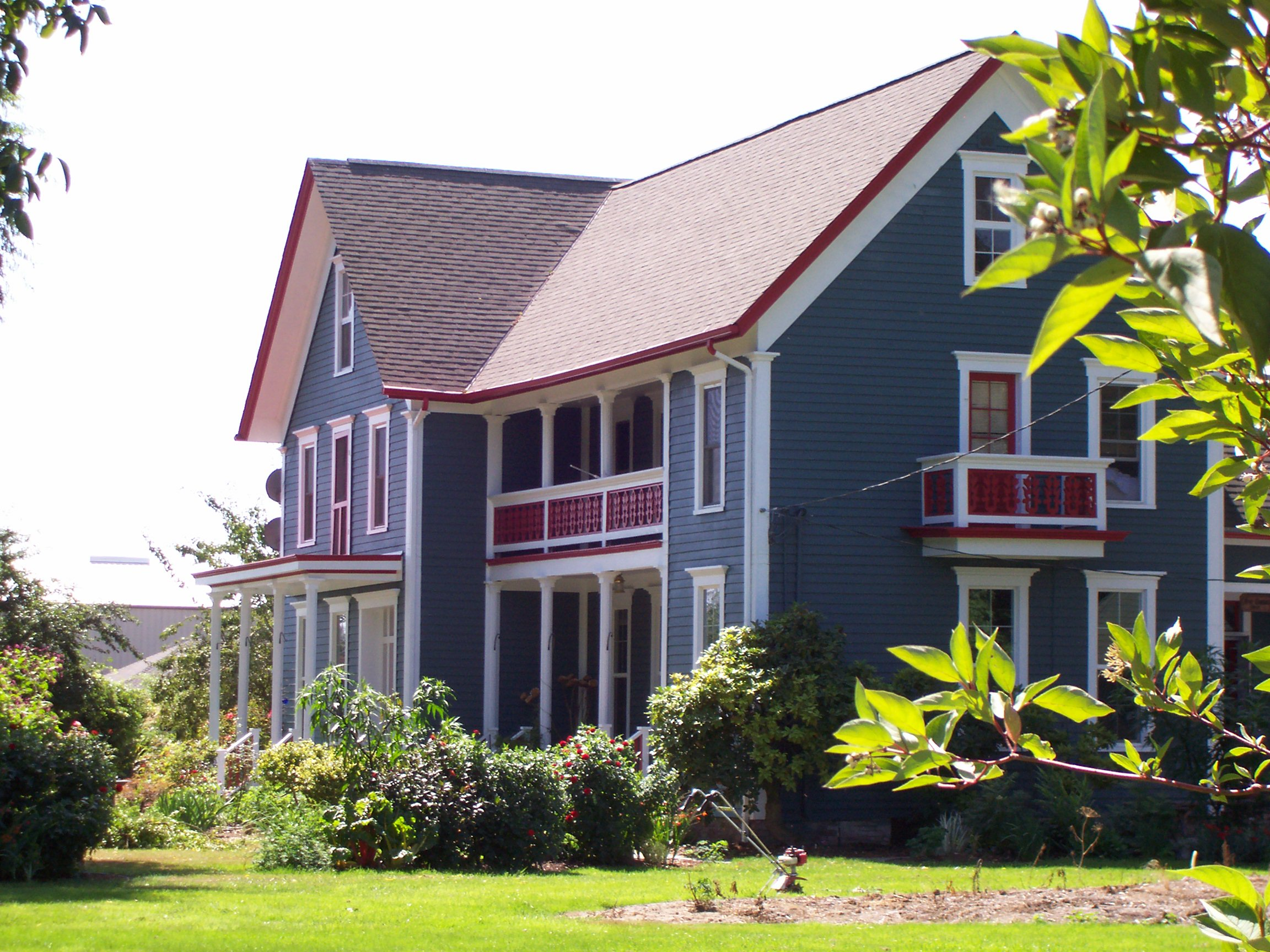
A Történelmi Helyek Nemzeti Jegyzékében szereplő Porter–Brasfield-ház

Shedd az Amerikai Egyesült Államok északnyugati részén, Oregon állam Linn megyéjében, az Oregon Route 99E mentén elhelyezkedő statisztikai település. A 2010. évi népszámláláskor 204 lakosa volt. Területe 3,91 km², melynek 100%-a szárazföld.

## Történet
1858-ban a mai településtől 2,4 km-re keletre üzembehelyezett malom mellett létrejött Boston közössége, amely nevét valószínűleg az egyik alapító szülővárosáról, a massachusettsi Bostonról kapta. 1861-ben a helyiség egy új-angliai stílusú főteret kapott. A település hamarosan postakocsi-megállóhely lett, 1869-ben pedig létrejött Boston Mills postahivatala. Az Oregon and California Railroad Albanytől délre futó szakaszának a helyiség felé való vezetéséről szóló tárgyalások sikertelenek voltak; a vasutat nyugatra, a polgárháborús veterán, Frank Shedd kapitány által ajándékozott területen vitték át, ahol 1871-ben megépült Shedd’s állomása, melyet hamarosan a posta elköltöztetése követett. A többi üzem a korábbi helyen maradt. 1899-ben a vasútállomás neve Sheddre változott, majd 1915-ben a postát is átnevezték.
A mai Sheddtől nyugatra, a Calapooia folyó mentén fekvő egykori Boston Millsben található Boston malom (más néven Thompson’s malom) bekerült a Történelmi Helyek Nemzeti Jegyzékébe; az Oregon legrégebbi működő, vízzel hajtott malma a Thompson’s Mills State Heritage Site területén fekszik. Ilyen építmény összesen négy van az állam területén, melyből kettő ma is működik.

## Népesség
A 2010-es népszámláláskor  204 lakója, 65 háztartása és 47 családja volt. A népsűrűség 52,3 fő/km2. A lakóegységek száma 69, sűrűségük 17,7 db/km2. A lakosok 92,2%-a fehér, 1,5%-a afroamerikai, 1%-a indián,   2,5%-a egyéb, 2,9%-a pedig kettő vagy több etnikumú. A spanyol vagy latino származásúak aránya 6,4% (5,9% mexikói,   0,5% egyéb spanyol vagy latino származású.)
A háztartások 29,2%-ában élt 18 évnél fiatalabb. 61,5% házas, 6,2% egyedülálló nő, 4,6% egyedülálló férfi, 27,7% pedig nem család. 20% egyedül élt; 13,9%-uk 65 éves vagy idősebb. Egy háztartásban átlagosan 2,52 személy élt; a családok átlagmérete 2,91 fő.
A medián életkor 41 év volt. Lakóinak 15,2%-a 18 évesnél fiatalabb, 15,2% 18 és 24 év közötti, 24,1%-uk 25 és 44 év közötti, 32,3%-uk 45 és 64 év közötti, 11,8%-uk pedig 65 éves vagy idősebb. A lakosok 62,3%-a férfi, 37,7%-a pedig nő.

## Fordítás
Ez a szócikk részben vagy egészben  a   Shedd, Oregon című angol Wikipédia-szócikk ezen változatának fordításán alapul.  Az eredeti cikk szerkesztőit annak laptörténete sorolja fel. Ez a jelzés csupán a megfogalmazás eredetét és a szerzői jogokat jelzi, nem szolgál a cikkben szereplő információk forrásmegjelöléseként.